# Andria Hall
Andria Hall (Grimsby, 1956 – marzo 2025) è stata una ballerina britannica, prima ballerina del London Festival Ballet dal 1978 al 1991.

## Biografia
Nata nel Lincolnshire, Andria Hall iniziò a studiare danza con Phyllis e Hilda Skinns, perfezionandosi in seguito sotto Louise Brown. Nel 1974 fu scritturata dal London Festival Ballet, di cui scalò rapidamente i ranghi fino ad essere proclamata ballerina principale nel 1978. Il suo repertorio con la compagnia al London Coliseum annoverava molti dei grandi ruoli femminili, tra cui Aurora ne La bella addormentata (Nureev), Giulietta in Romeo e Giulietta (Nureev;Ashton), Odette/Odile ne Il lago dei cigni (Makarova), Nikija ne La Bayadère (Makarova), Swanilda in Coppélia (Schaufuss) e l'eponima protagonista nella Cenerentola (Stevenson), Giselle (Skeaping) e La Sylphide (Schaufuss). Danzò con la compagnia in veste di protagonista anche nelle tournée al Metropolitan Opera House e al Kennedy Center e come étoile ospite con il Balletto Reale delle Fiandre.
Dopo aver dato il suo addio alle scene nel 1991, si trasferì in Germania per lavorare come maitresse de ballet alla Deutsche Oper Berlin, di cui fu anche vice-direttrice del balletto dal 1994 al 1997. Dal 1997 al 2007 lavorò come insegnante freelance con alcuni delle maggiori compagnie europee, tra cui il Corpo di Ballo del Teatro alla Scala, il Balletto di Dresda, la compagnia del Teatro Nazionale di Praga e il Northern Ballet. Infine, tornò a lavorare per l'English National Ballet in veste di maitresse de ballet e assistente direttrice artistica, carica che mantenne fino al 2007.